# マニー・コーパス
マヌエル・コーパス（Manuel "Manny" Corpas, 1982年12月3日 - ）はパナマ共和国パナマシティ出身の元プロ野球選手（投手）。右投右打。

## 経歴

### ロッキーズ時代
1999年8月26日にコロラド・ロッキーズと契約。
2006年は、開幕前の3月に第1回WBCのパナマ代表に選出された。この年は傘下AA級タルサ・ドリラーズで19セーブ、防御率0.98と好成績を残し、7月18日のピッツバーグ・パイレーツ戦でメジャーデビュー。その後は中継ぎとして定着し、35試合に登板した。
2007年は78試合に登板し防御率2.08と好成績を残し、シーズン中盤には不調に苦しんでいたブライアン・フエンテスに代わりクローザーに定着すると、22セーブ機会で19セーブを記録。9月には月間最優秀救援にも選出され、ロッキーズのシーズン後半からプレーオフの大躍進に貢献した。
2008年は、4月に14試合登板した内の7試合で失点し、4月下旬から中継ぎに降格。シーズン通算では76試合に登板した。
2009年は、開幕前の3月に、第2回WBCのパナマ代表に選出され、2大会連続2度目の選出を果たした。8月には右肘の炎症で60日間の故障者リストに入るなど、35試合の登板にとどまった。
2010年は中継ぎとして56試合に登板したが、オフの11月16日に自由契約となった。

### レンジャーズ傘下時代
2011年4月8日にテキサス・レンジャーズと契約。この年はトミー・ジョン手術を受けたため、シーズンをリハビリに費やして全休した。オフの11月2日にFAとなった。

### カブス時代
2011年12月22日にシカゴ・カブスと契約した。
2012年は2年ぶりにメジャーに復帰して、48試合に登板した。オフの10月26日にFAとなった。また11月には、母国パナマで行われた第3回WBC予選のパナマ代表に選出され、3大会連続3度目の選出を果たした。

### ロッキーズ復帰
2013年1月9日に古巣のロッキーズとマイナー契約を結び、この年のスプリングトレーニングに招待選手として参加することになった。開幕はAAA級コロラドスプリングス・スカイソックスで迎えたが、6月にメジャーに昇格して31試合に登板した。オフの10月17日にFAとなった。
2014年1月31日にロッキーズとマイナー契約で再契約を結んだ。この年はAAA級コロラドスプリングスでも防御率5点台と精彩を欠き、メジャーに昇格することなく7月13日に解雇された。

### ロッキーズ退団後
2015年4月2日にメキシカンリーグのメキシコシティ・レッドデビルズと契約。7月15日にトレードでオアハカ・ウォーリアーズに移籍。
2016年2月17日にオアハカを自由契約となった。6月19日に独立リーグ・アトランティックリーグのヨーク・レボリューションと契約。
2017年はヨーク・レボリューションと再契約したが、6月16日にシュガーランド・スキーターズと契約。
2018年5月1日にメキシカンリーグのラグナ・ユニオン・コットンファーマーズと契約。47試合に登板して6勝4敗の成績を残した。
2019年は、8月に独立リーグ・ペコス・リーグのベーカーズフィールド・トレイン・ロバーズに入団し、8月14日に独立リーグ・アメリカン・アソシエーションのミルウォーキー・ミルクメンと契約。
2021年はアトランティックリーグのウエストバージニア・パワーに所属したが、防御率13.00と振るわず退団。その後はペコス・リーグのベーカーズフィールド・トレイン・ロバーズに復帰した。
2022年はペコス・リーグのマーティネズ・スタージョンで選手兼任監督としてプレーし、20試合に登板して9勝3敗1セーブ、防御率4.26という成績を挙げた。

### 現役引退後
2024年より、アトランティックリーグの新球団であるヘイガーズタウン・フライングボックスカーズの投手コーチに就任した。

## 詳細情報

### 年度別投手成績
| 年 度    | 球 団    | 登 板 | 先 発 | 完 投 | 完 封 | 無 四 球 | 勝 利 | 敗 戦 | セ 丨 ブ | ホ 丨 ル ド | 勝 率 | 打 者 | 投 球 回 | 被 安 打 | 被 本 塁 打 | 与 四 球 | 敬 遠 | 与 死 球 | 奪 三 振 | 暴 投 | ボ 丨 ク | 失 点 | 自 責 点 | 防 御 率 | W H I P |
| -------- | -------- | ----- | ----- | ----- | ----- | -------- | ----- | ----- | -------- | ----------- | ----- | ----- | -------- | -------- | ----------- | -------- | ----- | -------- | -------- | ----- | -------- | ----- | -------- | -------- | ------- |
| 2006     | COL      | 35    | 0     | 0     | 0     | 0        | 1     | 2     | 0        | 7           | .333  | 136   | 32.1     | 36       | 3           | 8        | 1     | 2        | 27       | 2     | 0        | 13    | 13       | 3.62     | 1.36    |
| 2007     | COL      | 78    | 0     | 0     | 0     | 0        | 4     | 2     | 19       | 16          | .667  | 306   | 78.0     | 63       | 6           | 20       | 3     | 2        | 58       | 0     | 0        | 20    | 18       | 2.08     | 1.06    |
| 2008     | COL      | 76    | 0     | 0     | 0     | 0        | 3     | 4     | 4        | 19          | .429  | 346   | 79.2     | 93       | 7           | 23       | 4     | 2        | 50       | 1     | 0        | 41    | 40       | 4.52     | 1.46    |
| 2009     | COL      | 35    | 0     | 0     | 0     | 0        | 1     | 3     | 1        | 7           | .250  | 146   | 33.2     | 44       | 3           | 7        | 0     | 1        | 24       | 0     | 0        | 22    | 22       | 5.88     | 1.52    |
| 2010     | COL      | 56    | 0     | 0     | 0     | 0        | 3     | 5     | 10       | 2           | .375  | 274   | 62.1     | 66       | 7           | 22       | 5     | 2        | 47       | 1     | 0        | 33    | 32       | 4.62     | 1.41    |
| 2012     | CHC      | 48    | 0     | 0     | 0     | 0        | 0     | 2     | 0        | 6           | .000  | 205   | 46.2     | 50       | 7           | 16       | 3     | 5        | 28       | 1     | 0        | 27    | 26       | 5.01     | 1.41    |
| 2013     | COL      | 31    | 0     | 0     | 0     | 0        | 1     | 2     | 0        | 3           | .333  | 178   | 41.2     | 40       | 5           | 16       | 3     | 1        | 30       | 3     | 1        | 21    | 21       | 4.54     | 1.34    |
| MLB：7年 | MLB：7年 | 359   | 0     | 0     | 0     | 0        | 13    | 20    | 34       | 60          | .394  | 1591  | 374.1    | 392      | 38          | 112      | 19    | 15       | 264      | 8     | 1        | 177   | 172      | 4.14     | 1.35    |

- 2018年度シーズン終了時

### 代表歴
- 2006 ワールド・ベースボール・クラシック・パナマ代表
- 2009 ワールド・ベースボール・クラシック・パナマ代表
- 2013 ワールド・ベースボール・クラシック・パナマ代表